# 지방도 제1036호선
지방도 제1036호선(가야 ~ 고령선)은 경상남도 합천군 가야면 매안리와 경상북도 고령군 쌍림면 고곡삼거리를 잇는 경상남도의 지방도이다.
전 구간 왕복 1차로로 구성되어 있고, 야로면에서 지방도 제1084호선과 교차하며, 일부 구간이 중복된다. 기점은 지방도 제1084호선에서 분기하며, 종점은 국도 제26호선과 국도 제33호선과 만나면서 끝난다. 가야면 청현리 ~ 야로면 묵촌리 구간과 야로면 하빈리 ~ 쌍림면 용리 구간은 미개통되어 있다. 합천군 가야면, 야로면, 고령군 쌍림면의 마을 진출입로만 이용되고 있는 실정이다. 2015년 12월에 광주대구고속도로의 합천군 야로면 ~ 고령군 쌍림면 구간이 이설되면 구 고속도로가 지방도로 이용될 계획이 있다.

## 연혁
- 2003년 2월 20일 : 경상남도 구간 노선 폐지 및 재지정[2][3]
- 2003년 2월 20일 : 경상북도 구간 노선 폐지 및 재지정.[4]
- 2006년 12월 18일 : 쌍림 ~ 도계간 도로(고령군 쌍림면 월막리) 442m 구간 확장 개통[5]
- 2009년 10월 15일 : 지방도 노선 조정[6]
- 2010년 5월 7일 : 쌍림 ~ 도계간 도로(고령군 쌍림면 용리) 843m 구간 개통[7]
- 2015년 1월 15일 : 쌍림 ~ 도계간 도로(고령군 쌍림면 용리) 1 km 구간 개통[8]
- 2017년 5월 4일 : 경상남도 구간 총연장을 11.5km에서 10.1km로 변경[9]
- 2019년 9월 1일 : 구 88올림픽고속도로(합천군 가야면 청현리 ~ 야로면 월광리) 3.27 km 구간 이설 및 개통[10]

## 주요 경유지

### 경상남도
- 합천군
  - 가야면 매안리 - (하매) - 오전교 - (오리밭) - 청현교 - (개터) - 청현리
  - 야로면 묵촌리 - (도동) - 묵천교 - (묵촌1구) - (유촌) - 야로중학교 - 야로고등학교입구 - 야로합동정류소 - 야로교 - (야로1구) - 야로초등학교 - 하빈리 - (미개통 구간)

### 경상북도
- 고령군
  - 쌍림면 (미개통 구간) - 용리 - 용소못 - (들마을) - 월막리 - 고령향토문화학교(구 월막초등학교) - 경지교 - 고곡리 - 고곡삼거리

## 중복 구간
- 합천군 야로면 야로고등학교입구 ~ (야로1구) : 지방도 제1084호선과 중복

## 도로명
- 경상남도
  - 합천군 가야면 매안리 ~ (하매) : 매안1길
  - 합천군 가야면 (하매) ~ 청현리 : 매안청현길
  - 합천군 야로면 묵촌리 ~ (묵촌1구) : 묵촌길
  - 합천군 야로면 (묵촌1구) ~ 야로고등학교입구 : 구정묵촌길
  - 합천군 야로면 야로고등학교입구 ~ (야로1구) : 가야산로
  - 합천군 야로면 (야로1구) ~ 하빈리 : 미숭산로
- 경상북도
  - 고령군 쌍림면 용리 ~ 고곡삼거리 : 미숭로